# Jeepers Creepers: Reborn
Pour les articles homonymes, voir Jeepers Creepers.
Série
Jeepers Creepers 3
(2017)
Pour plus de détails, voir Fiche technique et Distribution.
Jeepers Creepers: Reborn ou Morts de peur: Résurrection au Québec  est un film d'horreur britanno-américain réalisé par Timo Vuorensola, sorti en 2022.
Il s'agit du nouvel épisode de la franchise Jeepers Creepers de Victor Salva (2001).
Le film débute alors qu'ils assistaient à un festival de films d'horreur, Chase et sa petite-amie Laine ainsi que d'autres jeunes, découvrent le passé de la ville où se tient le festival et notamment la plus macabre de ses légendes : une créature immortelle qui se réveille tous les 23 ans au Printemps durant 23 jours pour se nourrir d'organes humains et y semer la mort et la désolation. Cette créature est nommée le Creeper, et il compte bien profiter du festival pour continuer son cycle de mort et de dévorer de pauvres innocents par ce qui l'attire vers ses victimes : la peur.

## Synopsis
Un couple de personnes âgées traverse la campagne de Floride lorsqu'un vieux camion les talonne avant de les dépasser. Ils observent le conducteur à côté d'une église abandonnée plaçant ce qui semble être un corps enveloppé dans un drap taché de sang dans un gros tuyau qui sort du sol. Après que le camion les a fait sortir de la route, ils retournent sur leurs pas pour voir ce qui se trouve dans le tuyau et sont horrifiés par ce qu'il y a à l'intérieur.
En 2021, le couple du millénaire Chase et Laine se rend au festival "Horror Hound" dans la Louisiane rurale. Chase est un fanatique du paranormal, s'intéressant particulièrement à la légende urbaine locale du "Creeper", une créature qui, tous les 23 ans et ce pendant 23 jours, tue et dévore des centaines de personnes avant de disparaître. Chase envisage de proposer le mariage à Laine lors de leur voyage, et à son insu, Laine pense qu'elle est enceinte. Pendant ce temps, le Creeper se réveille et commence à se nourrir afin d'augmenter sa force. S'arrêtant dans une boutique de cadeaux, Laine a une prémonition lorsqu'elle touche un mystérieux artefact. La propriétaire Lady Manilla donne des messages cryptés au couple. À l'hôtel, Laine passe un test de grossesse mais est interrompue lorsqu'un corbeau claque à la fenêtre. Le couple part ensuite pour le festival.
Chez Horror Hound, Laine ramasse un mystérieux shuriken et découvre qu'elle est anormalement douée pour le lancer. Le Creeper arrive et commence à chasser, en utilisant son camion, il coupe la connexion Internet. Le couple participe à une tombola mise en œuvre par l'organisatrice du festival, Madame Carnage, pour avoir une chance de gagner une nuit dans une maison de plantation abandonnée qui a été transformée en site de jeu d'évasion. Laine commence à avoir des visions de son implication dans un étrange rituel au sein de la maison. Un cadreur et une équipe associée les accompagnent pour documenter l'événement, ainsi qu'un guide touristique local prénommé Stu.
Alors que le groupe s'approche de la maison, ils traversent un cimetière du XVIIIe siècle où le Creeper tue le cadreur et enlève Laine et Chase. Laine se réveille attachée à une table où le Creeper lui perce l'abdomen avec un couteau. Le groupe entre dans la maison et se querelle sur leur situation; Stu tire en l'air avec son arme de poing attirant ainsi l'attention du Creeper. Celui-ci quitte Laine et chasse le groupe dans toute la maison, les tuant finalement les uns après les autres sauf Stu et Chase.
Laine se libère et les rejoint ; elle révèle à Chase qu'elle est enceinte et que le Creeper l'a spécifiquement ciblée en conséquence. Ils découvrent que Madame Carnage, Lady Manilla et d'autres ont vénéré le Creeper et attiré des victimes à la maison pour sa consommation personnelle. Ils adoptent un plan pour que Laine attire le Creeper à l'extérieur afin que Chase et Stu puissent pousser le clocher de l'église dessus. Laine aveugle le Creeper avec son shuriken et le clocher qui tombe empale la créature. Une meute de corbeaux consume le Creeper et s'envole dans la nuit. Le groupe s'éloigne, alors que le Creeper se régénère et lâche un rugissement diabolique.

## Fiche technique
Sauf indication contraire, les informations mentionnées dans cette section peuvent être confirmées par la base de données cinématographiques IMDb,  présente dans la section « Liens externes ».
- Titre original et français : Jeepers Creepers: Reborn
- Titre québécois : Morts de peur: Résurrection[1]
- Réalisation : Timo Vuorensola
- Scénario : Sean-Michael Argo
- Musique : Ian Livingstone
- Direction artistique : Romain Faure, Luca Gabriele Rossetti et Jeffrey Scott Thomas
- Costumes : Justine Arbuthnot, India Arbuthnott, Thea Alys Halleron-Place et Luca Levai
- Décors : Sivo Gluck
- Photographie : Simon Rowling
- Montage : Eric Potter
- Production : Michael Ohoven et Jake Seal
- Sociétés de production : Black Hangar Studios et Orwo Studios
- Société de distribution : Screen Media Films
- Pays de production :   États-Unis -  Royaume-Uni
- Langue originale : Anglais américain
- Format : couleur - 2,39:1 - son Dolby Digital
- Genre : horreur, thriller
- Durée : 88 minutes
- Dates de sortie : 
  - États-Unis : 19 septembre 2022 (sortie limitée)
  - Québec : 18 octobre 2022 (vidéo à la demande)[1]
  - France : 17 novembre 2022 (DVD)[2]

## Distribution
- Sydney Craven : Laine
- Imran Adams : Chase
- Jarreau Benjamin : The Creeper
- Dee Wallace : Marie
- Gabriel Freilich : Sam
- Peter Brooke : Stu
- Matt Barkley : Jamie
- Ocean Navarro : Carrie
- Georgia Goodman : Lady Manilla
- Alexander Halsall : Michael
- Jodie McMullen : Mme Carnage
- Romain Faure : DJ Python
- Saverio Buono : le prêtre
- Darren Kent : Skarsgard, le clown
- Joseph Tanner Paul : Curry, le clown
- Gabriel Freilich : Sam
- George Hider : le gars dans les coulisses
- Jake Seal : Brent
- Timo Vuorensola : rôle indéfini

## Production
Le tournage commence en novembre 2020, dans la ville et aux studios Orwo de Jackson (Louisiane), pour trois jours, avant de se rendre au Royaume-Uni. En raison de la pandémie de Covid-19, l'équipe a dû se décomposer le tournage en deux parties : la première commence le 23 novembre, aux studios Black Hangar et s'achève le 19 décembre,, puis la seconde a lieu pour seize jours entre janvier et février 2021,,.
En février 2021, le titre du film est confirmé : Jeepers Creepers: Reborn, lorsque la société de distribution Screen Media Films obtient les droits de distribution mondiaux, après avoir au préalable sorti Jeepers Creepers 3 (2017).

## Accueil
Le film, distribué par Screen Media Films, en partenariat avec Fathom Events, sort, le 19 septembre 2022, dans certaines autres salles aux États-unis pendant deux jours,.
Le film reçoit des critiques très négatives et est considéré comme l’un des pires films de 2022.